# Новиков, Александр Михайлович
Алекса́ндр Миха́йлович Но́виков (2 декабря 1941, Фрунзе, Киргизская ССР — 16 сентября 2013, Москва, Россия) — российский учёный-педагог. Создатель современной методологии, педагогики и теории образования. Заслуженный деятель науки России (2002), доктор педагогических наук, профессор, академик РАО, иностранный член Академии педагогических наук Украины, член Союза журналистов.

## Биография
Родился в г. Фрунзе в семье Новиковых Михаила Антоновича (1892—70) — скрипача, играл в Государственном симфоническом оркестре СССР и Ядвиги Фадеевны (1905—1999). Окончил Московский государственный заочный педагогический институт (учитель физики). В 1971 году защитил кандидатскую диссертацию, в 1989 — докторскую.
С 6 апреля 1995 года — член-корреспондент РАО, с 11 апреля 1996 — академик по Отделению профессионального образования (позднее — академик-секретарь Отделения).
Автор более 350 научных работ по методологии, теории образования и педагогики, теории и методике трудового обучения и профессионального образования, психологии и физиологии труда.
Сын Дмитрий (род. 1970) — член-корреспондент РАН.
Скончался 16 сентября 2013 года.

## Научная деятельность
Основные работы по методологии: Методология (2007, в соавторстве с членом-корреспондентом РАН Д. А. Новиковым), «Методология образования» (2 изд. — 2002, 2006), «Методология художественной деятельности» (2008), «Введение в методологию игровой деятельности» (2006), «Методология учебной деятельности» (2005), «Научно-экспериментальная работа в образовательном учреждении» (2 изд.: 1995, 1996), «Как работать над диссертацией» (4 изд.: 1994, 1996, 2000, 2003), «Докторская диссертация?» (3 изд.: 1999, 2001, 2003), и др.
Основные работы по теории педагогики и образования: «Основания педагогики», «Постиндустриальное образование» (2008), «Развитие отечественного образования» (2005), «Российское образование в новой эпохе» (2000), «Профессиональное образование России — перспективы развития» (1997), «Профтехшкола: стратегия развития» (1991) и др.; брошюра «Национальная идея России / возможный подход» (2000).
Соавтор и соредактор учебника «Профессиональная педагогика» (1997, 1999, 2010), «Энциклопедии профессионального образования» в 3-х тт. (1999), «Истории профессионального образования в России» (2003).
Систематическая публикация статей по проблемам развития отечественного образования в журналах «Специалист», «Профессиональное образование», «Народное образование», «Педагогика» и др. Работы выложены в бесплатной библиотеке на сайте www.anovikov.ru.
Новиковым подготовлено 12 докторов и 33 кандидата наук.
В последние годы работал руководителем Исследовательского центра теории непрерывного образования Российской академии образования, руководил научно-исследовательским центром Российской Международной академии туризма.
Ранее занимаемые должности:
2002—1995 — академик-секретарь Отделения базового профессионального образования Российской академии образования;
1995—1992 — проректор Института повышения квалификации работников образования Московской области;
1991—1977 — директор, заместитель директора Всесоюзного научно-методического центра профессионально-технического обучения молодёжи;
1977—1966 — зав. лабораторией, старший научный сотрудник, мл. научный сотрудник НИИ трудового обучения и профориентации АПН СССР.

## Награды и звания
- лауреат Государственной премии РФ[источник не указан 1090 дней];
- Медаль К. Д. Ушинского[источник не указан 1090 дней];
- 2 серебряные медали ВДНХ;
- Почётный работник среднего профессионального образования РФ;
- Почётный знак «Отличник профтехобразования СССР».[2]
- Премия Президента Российской Федерации в области образования[3] (за 1998 год)

## Из библиографии
- Новиков А. М. Постиндустриальное образование — М.: Эгвес, 2008. — 132 с.
- Новиков А. М. Российское образование в новой эпохе — М.: Эгвес, 2000. — 288 с.